# El Rasillo de Cameros
El Rasillo de Cameros és un municipi de la Rioja, a la regió de la Rioja Mitjana. Forma part de la subcomarca Camero Nuevo, un lloc situat al sud de la comunitat. Al costat del nucli de població principal transcorre el Rierol de San Mamés que duu les seves aigües fins al Pantà González Lacasa situat a 2 km. S'accedeix al mateix per la carretera N-111, entre Logronyo i Sòria, bé per l'encreuament de Nieva de Cameros, o bé arribant fins a Villanueva, en l'encreuament d'Ortigosa.

## Història
Tot i que la primera cita documentada del Rasillo data del segle xii, quan Sanç III i Blanca donaren l'ermita de San Mamés de la localitat al bisbe de Calahorra, restes trobades en la zona demostren que aquestes terres ja van estar habitades en l'edat del bronze i en l'època romana. Va pertànyer a Ortigosa de Cameros fins que, sota el regnat de Ferran VII, es va constituir com a vila independent en 1817, després del pagament de 12500 reals a Ortigosa de Cameros. Va formar part de la província de Burgos fins a la creació de la província de Logronyo (avui La Rioja), el 30 de novembre de 1833.